# Маргарита Вандомська
Маргарита Вандомська (фр. Marguerite de Vendôme), також Маргарита де Бурбон-Вандом (фр. Marguerite de Bourbon-Vendôme); 26 жовтня 1516 — 20 жовтня 1559 або 1589) — французька принцеса з династії Бурбонів, донька принца крові Шарля де Бурбона, який носив титул герцога Вандомського, та принцеси Франсуази Алансонської, дружина герцога Неверського та графа Ретелю Франсуа I, матір Генрієтти Клевської, відомої за романом Олександра Дюма «Королева Марго».

## Біографія
Маргарита народилась 26 жовтня 1516 року в Ножані. Вона була третьою дитиною та другою донькою в родині принца Шарля де Бурбона та його дружини Франсуази Алансонської. Згодом в сім'ї з'явилося ще десятеро дітей. Більшість з них досягли дорослого віку. Серед молодших братів принцеси були Антуан Бурбонський та Людовік де Конде.
З 1527 року її батько став четвертим у лінії наслідування французького трону та головою династії Бурбонів.
У віці 21 року Маргарита взяла шлюб із своїм однолітком графом Неверським Франсуа . Весілля пройшло 19 січня 1538 у Луврі, королівському палаці Парижу. 1539-го титул її чоловіка був підвищений до герцогського, а за десять років він також став графом Ретельським.
У подружжя народилося кілька дітей, з яких відомо п'ятеро.
Померла герцогиня 20 жовтня в шато Ла-Шапель-д'Анжійон. Рік смерті її варіюється від 1559 до 1589.

## Родина
Чоловік — Франсуа I, герцог Неверський та граф Ретельський
Діти:
- Франсуа (1540—1562) — герцог Неверський, граф Ретельський у 1561—1562 роках, віконт Сен-Флорантен, був двічі одруженим, дітей не мав;

- Генрієтта (1542—1601) — дружина герцога Неверського Людовика IV, мала п'ятеро дітей;
- Жак (1544—1564) — герцог Неверський у 1562—1564 роках, був одруженим з Діаною де Ла Марк, дітей не мав;
- Катерина (1548—1633) — дружина принца Порсьєна Антуана де Круа, згодом — герцога Генріха де Гіза, мала чотирнадцятеро дітей від другого шлюбу;
- Марія (1553—1574)